# لزور

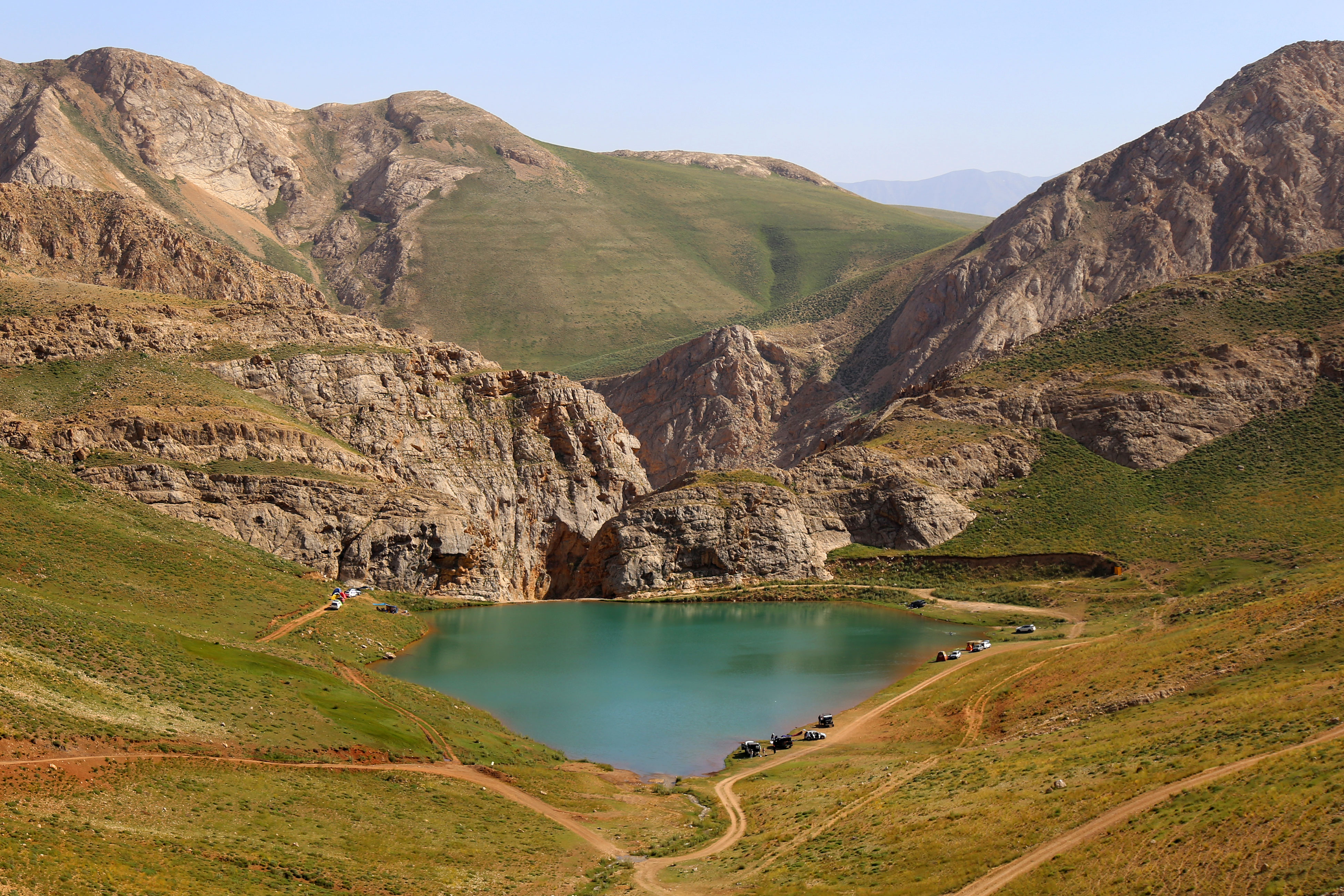
دریاچه لزور - تیرماه ۱۴۰۳

لَزور نام روستایی گردشگری و تفریحی در دهستان قزقانچای بخش ارجمند شهرستان فیروزکوه واقع در ۴۷٫۵ کیلومتری دماوند، ۳۹ کیلومتری شمال باختری فیروزکوه و ۲۶ کیلومتری شمال راه شوسه فیروزکوه به تهران است. "لزور" کلمه ای مازندرانی و به معنی "فردی قوی هیکل که بسیار غذا می‌خورد" می‌باشد.
روستای لزور با کوه های مرتفع،طبیعت بی نظیر
رود ها و باغ،زمین های برخوردار است.
این روستا بسیار مناسب برای سفر های تفریحی است.

## جغرافیا
این روستا در کنار رود فرح رود، در دامنهٔ جنوبی کوه معراج، که کوهی در رشته کوه البرز است، قرار دارد.

### ارتفاع از سطح آب‌های آزاد
روستای لزور در ارتفاع ۲۳۵۰ متر از سطح آب‌های آزاد واقع شده‌است.
این روستا از منظره بی‌نظیری برخوردار است.
همچنین دارای کوه های مرتفع میباشد که برای کوه‌نوردی مناسب است.

## جمعیت
این روستا دارای ۹۶۵ تن سکنه (۴۵۱ مرد و ۵۱۴ زن، ۳۱۴ خانوار) می‌باشد. مرکز آمار ایران

## زبان
زبان مردم لزور یکی از گویش‌های اصیل زبان مازندرانی است 

## شغل اهالی
اهالی لزور بیشتر به کشاورزی و دامداری و نجّاری و خیاطی مشغولند.

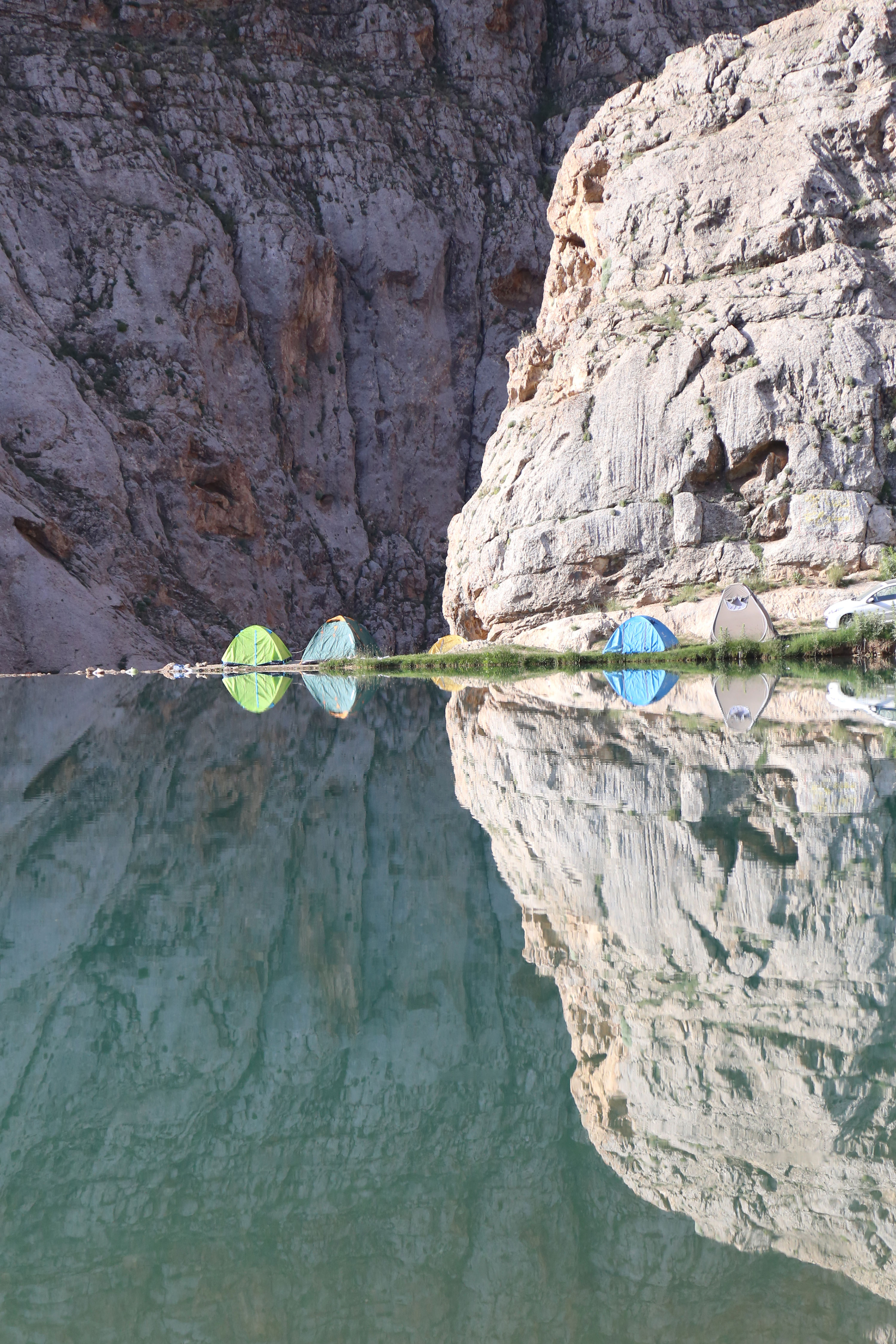
دریاچه لزور - تیرماه ۱۴۰۳

## راه
راه لزور آسفالته است.برای ورود به روستای لزور از روستاهای سله بن و وشتان و ارجمند و شادمهن و اهنز می گذرند